# Křížová cesta (Petřín)
Původní Křížová cesta na Petříně v Praze na Malé Straně byla zbudována roku 1738, nová roku 1838. Čtrnáct výklenkových kaplí stojí podél horní části cesty od Malé Strany ke kostelu svatého Vavřince na vrcholu Petřína, z větší části v parku u rozhledny. Spolu s kaplemi byla postavena také kaple Kalvárie a kaple Božího hrobu jako součást areálu Křížové cesty.

## Historie

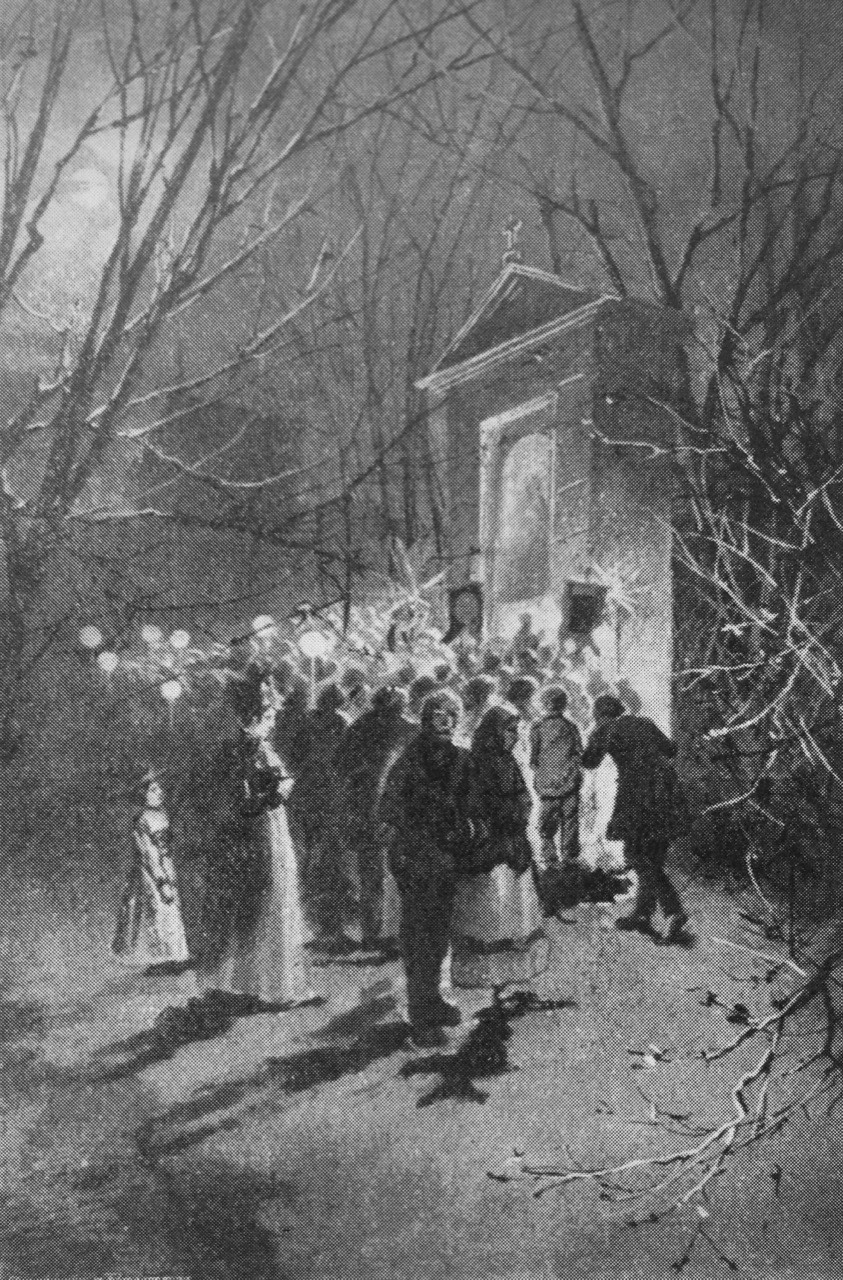
Velikonoční procesí (1900)

V kostele svatého Vavřince byla sloužena první pobožnost křížové cesty v Čechách roku 1733. Na cestě ze Strahova bylo poté roku 1738 postaveno šest barokních kapliček, „jejichž vzdálenost od sebe byla 10 kroků, stejně velká jako u původní Křížové cesty na vrchu Kalvarii v Jeruzalémě.“ Pět kaplí bylo oboustranných, jedna kaple měla jen jeden výklenek, dvanácté zastavení bylo na zdi kostela ve výklenku, kde je dnes socha svatého Vojtěcha, a třináctým a čtrnáctým zastavením byly kaple Kalvárie (1735) a kaple Božího hrobu (1738). Nové kaple stavěl Josef Kranner, obrazy v kaplích namaloval malíř Josef Führich.
Roku 1836 byly zpustošené kaple zbořeny a zásluhou hraběte Karla Chotka nahrazeny čtrnácti novými, vzdálenými od sebe v průměru 35 metrů. Vysvěceny byly 16. září 1838 a do své správy je převzala obec pražská. Byl ustanoven spolek, který se staral o její údržbu. Výchozím místem této nové cesty byl kostel svatého Karla Boromejského pod Petřínem. Roku 1884 provedl malíř Jakub Schikaneder obnovu Führichových obrazů. Spolu s malbami bylo obnoveno i sgrafito Kristova vzkříšení na fasádě kaple Kalvárie, které je zhotoveno podle kartonu Mikoláše Alše z roku 1898.

## Kaple

### Kaple Křížové cesty

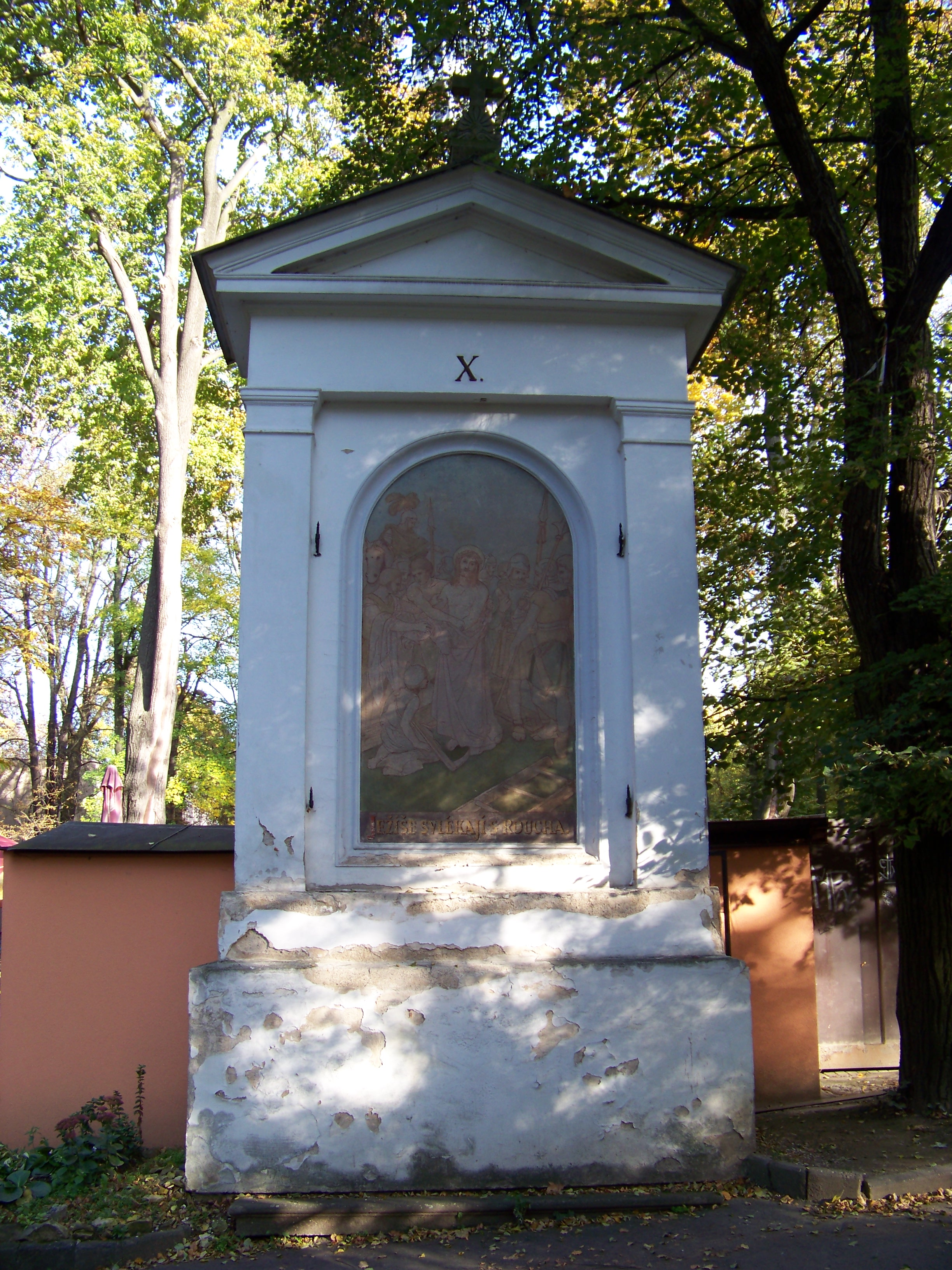
Petřín, Křížová cesta, X. zastavení

Kaple mají toskánskou edikulu uzavřenou trojúhelníkovým štítem. Na jeho vrcholu je kamenný křížek.
- I. zastavení – Pilát odsuzuje Ježíše k smrti. Donátor kaple: biskup litoměřický Bartoloměj Hille.
- II. zastavení – Ježíš bere na sebe kříž. Donátor kaple: biskup královéhradecký Karel Hanl.
- III. zastavení – Ježíš pod křížem klesá. Donátor kaple: opat kláštera Benediktinů v Břevnově Placid Beneš.
- IV. zastavení – Ježíš se setká s milou matkou svou. Donátor kaple: arcibiskup pražský hrabě Ondřej Skarbek Ankwicz.
- V. zastavení – Šimon Cyrenský pomáhá Ježíši kříž nést. Donátor kaple: kníže Ferdinand z Lobkowicz.
- VI. zastavení – Veronika podává Ježíši roucho. Donátor kaple: stavovský výbor království Českého.
- VII. zastavení – Ježíš podruhé pod křížem klesá. Donátor kaple: opat kláštera premonstrátů v Teplé Adolf Koppmann.
- VIII. zastavení – Dcery Jerusalémské oplakávají Ježíše. Donátor kaple: světící biskup kanovník kapitoly Svatovítské František Tippmann.
- IX. zastavení – Ježíš potřetí pod křížem klesá. Donátor kaple: probošt kapitoly Svatovítské Jan Medlin.
- X. zastavení – Ježíše svlékají s roucha. Donátor kaple: obec Královského hlavního města Prahy.
- XI. zastavení – Ježíše přibíjejí na kříž. Donátor kaple: obec Královského hlavního města Prahy.
- XII. zastavení – Ježíš na kříži umírá. Donátor kaple: obec Královského hlavního města Prahy.
- XIII. zastavení – Tělo Ježíšovo leží Marii na klíně. Donátor kaple: Universita Karlo-Ferdinandova a tři tehdejší gymnasia pražská: akademické (české), německé gymnasium na Malé Straně a novoměstské gymnasium u Piaristů.
- XIV. zastavení – Tělo Ježíšovo kladou do hrobu. Donátor kaple: Kristián hrabě Waldštejn.

### Kaple Kalvárie

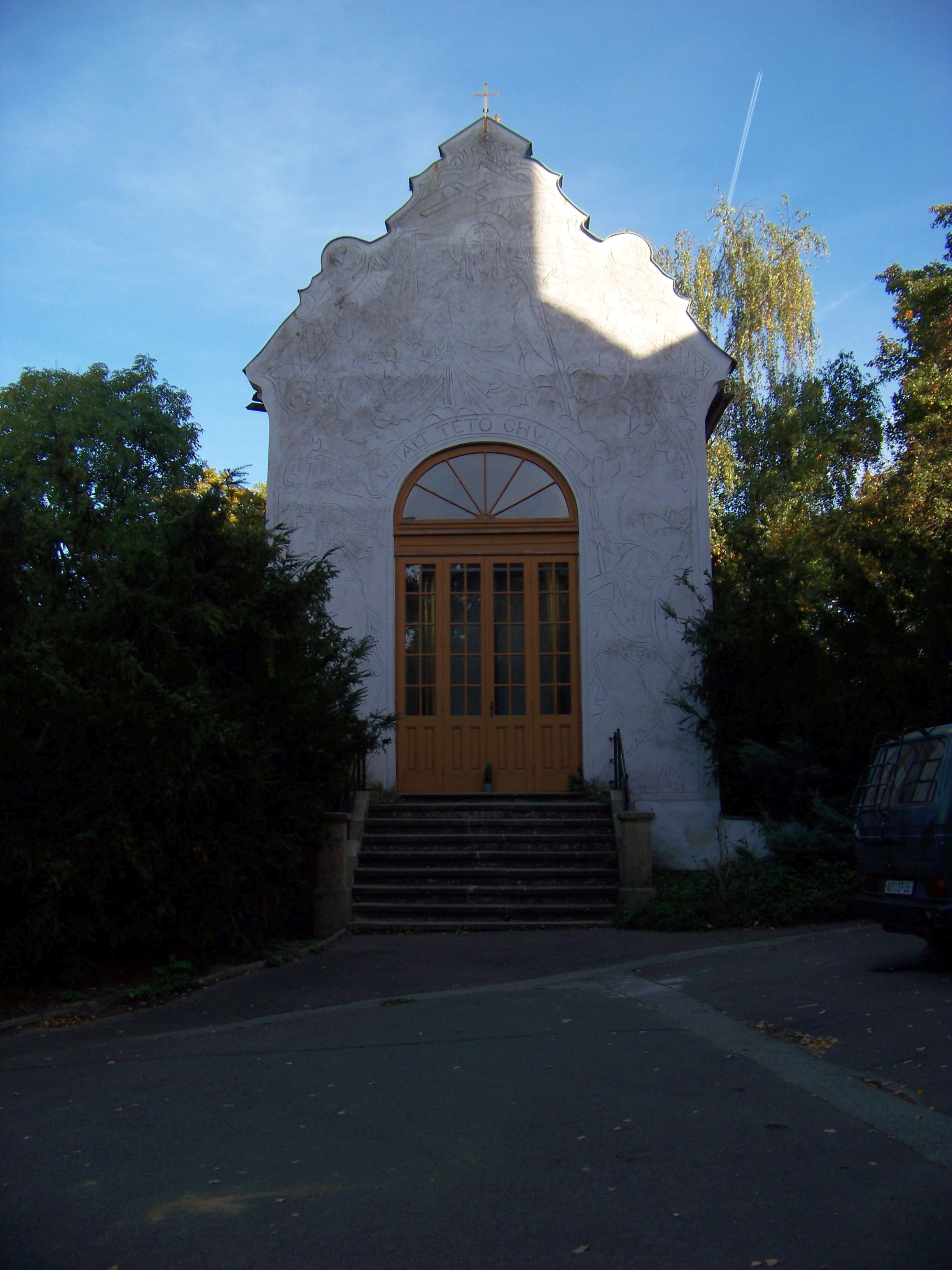
Kaple Kalvárie

Kaple Kalvárie stojí na východní straně od kostela svatého Vavřince. Byla postavena spolu s Křížovou cestou roku 1735 jako její předposlední zastavení. Na její čelní stěně je sgrafito Zmrtvýchvstání Krista, které maloval Jaroslav Reidl v roce 1936 podle předlohy od Mikoláše Alše. U kaple je sousoší Kalvárie a klec symbolizující Kristovo věznění – Žalář Kristův.
Biskup v Českých Budějovicích Arnošt Růžička byl donátorem opravy Kaple Kalvárie (kaple svatého Kříže).

### Kaple Božího hrobu

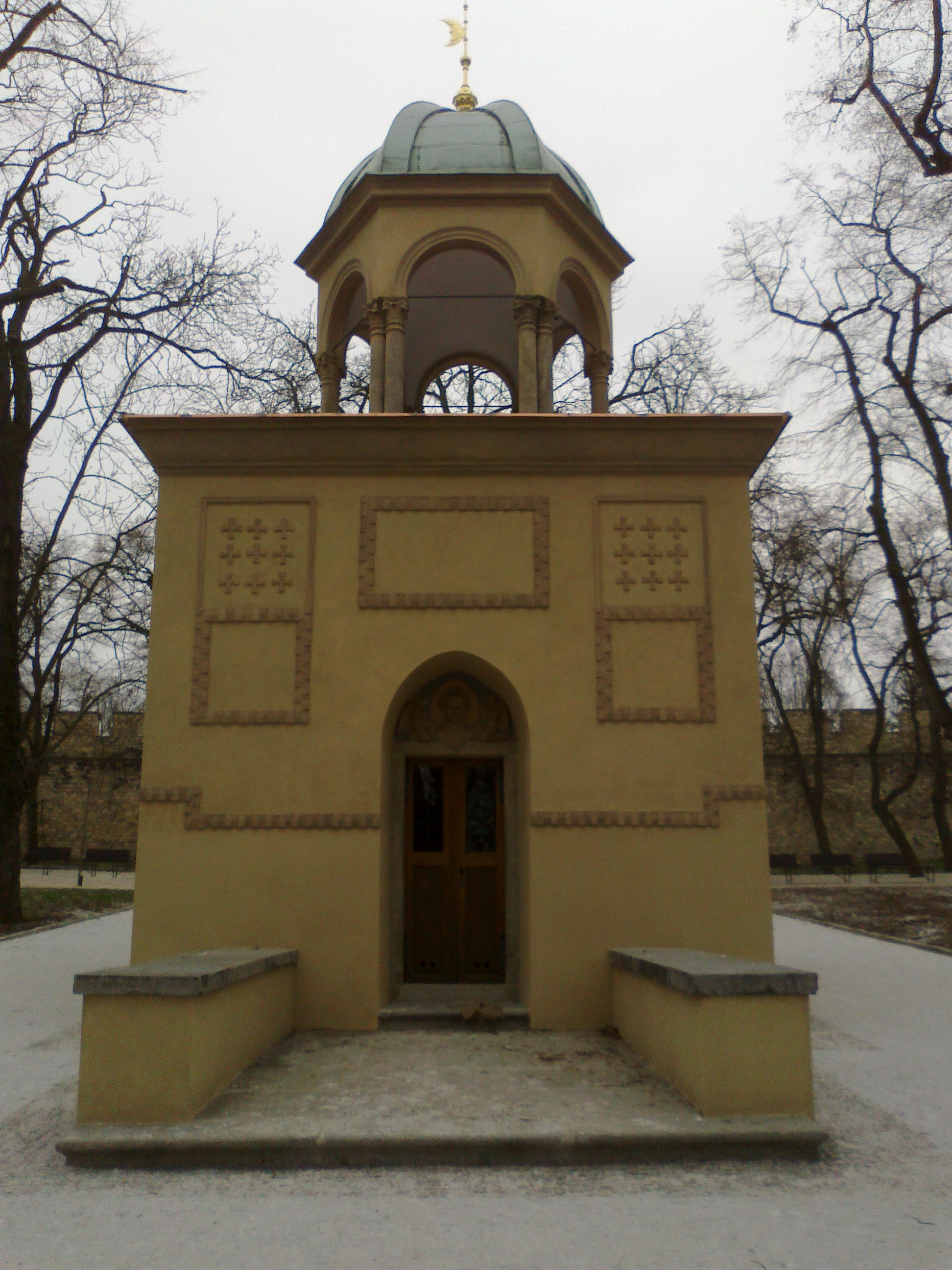
Kaple Božího hrobu

Kaple Božího hrobu byla postavena roku 1738 jako poslední zastavení původní křížové cesty. Stavba podle svatyně uvnitř chrámu Božího hrobu v Jeruzalémě stojí mezi Petřínskou rozhlednou a Bludištěm. Jejími autory byli kněz Norbert Saazer a architekt Jan Ferdinand Schor, který zřejmě navrhl také vnitřní výmalbu.
Severojižně orientovaná kaple stojí ve svažitém terénu. Má obdélný půdorys ukončený polygonálním presbytářem o pěti stranách dvanáctiúhelníka. Průčelí kaple je členěno reliéfními pásy s ornamenty, které symbolizují závory na Kristově hrobě, znak Pilátovy pečetě, pečetě Annáše a Kaifáše a také pole se znakem devět křížů.
Vnitřní půlkruhová hrobová komora je zvenku zdobena slepou arkádou devíti lomených oblouků, ve kterých jsou štukové reliéfní ornamenty: jednoramenný kříž, trojice pěticípých hvězd, Davidova hvězda (Šalamounova pečeť), obdélný rám se třemi čtverci, v hlavní ose presbytáře je osmicípá hvězda, dál jsou tři hvězdy v rámu, zvíře se stromem, motiv akantu a posledním zobrazením je opět jednoramenný kříž. Nad středem hrobové komory je baldachýnová edikula tvořená arkádou na půdorysu šestiúhelníku. Ta je zakončená římsou a nad ní je helmicová střecha s bání a půlměsícem s hvězdou.
Uvnitř kaple jsou dvě oddělené místnosti: obdélnou Andělskou kaplí osvětlenou třemi okny se prochází do půlkruhového prostoru uložení těla Krista, kde hrob je symbolizován kamenným kvádrem. Nad místem hrobu je další oddělený prostor přístupný zespodu vřetenovým schodištěm. Klenba Andělské kaple je valená. Má proražen otvor, který ústí ven do středu základny baldachýnové edikuly a kterým byl odváděn kouř z lamp zavěšených nad oltářem a umístěných za sochou Krista.
Kilián Ignác Dientzenhofer kontroloval stavbu v srpnu 1738, protože se na ní objevila trhlina. Kaple byla několikrát opravována, například v roce 1883 musela být odstraněna pro havarijní stav baldachýnová edikula a nahrazena kopií. V roce 1935 byla při rekonstrukci kaple odhalena původní fresková výzdoba. Poslední rekonstrukce proběhla v roce na přelomu let 2018 a 2019.
Křížová cesta je spolu s kostelem, kaplí Kalvárie a kaplí Božího hrobu chráněna jako kulturní památka České republiky.

## Galerie

Původní strahovská křížová cesta je vidět v levém horním rohu Huberova plánu (1769)
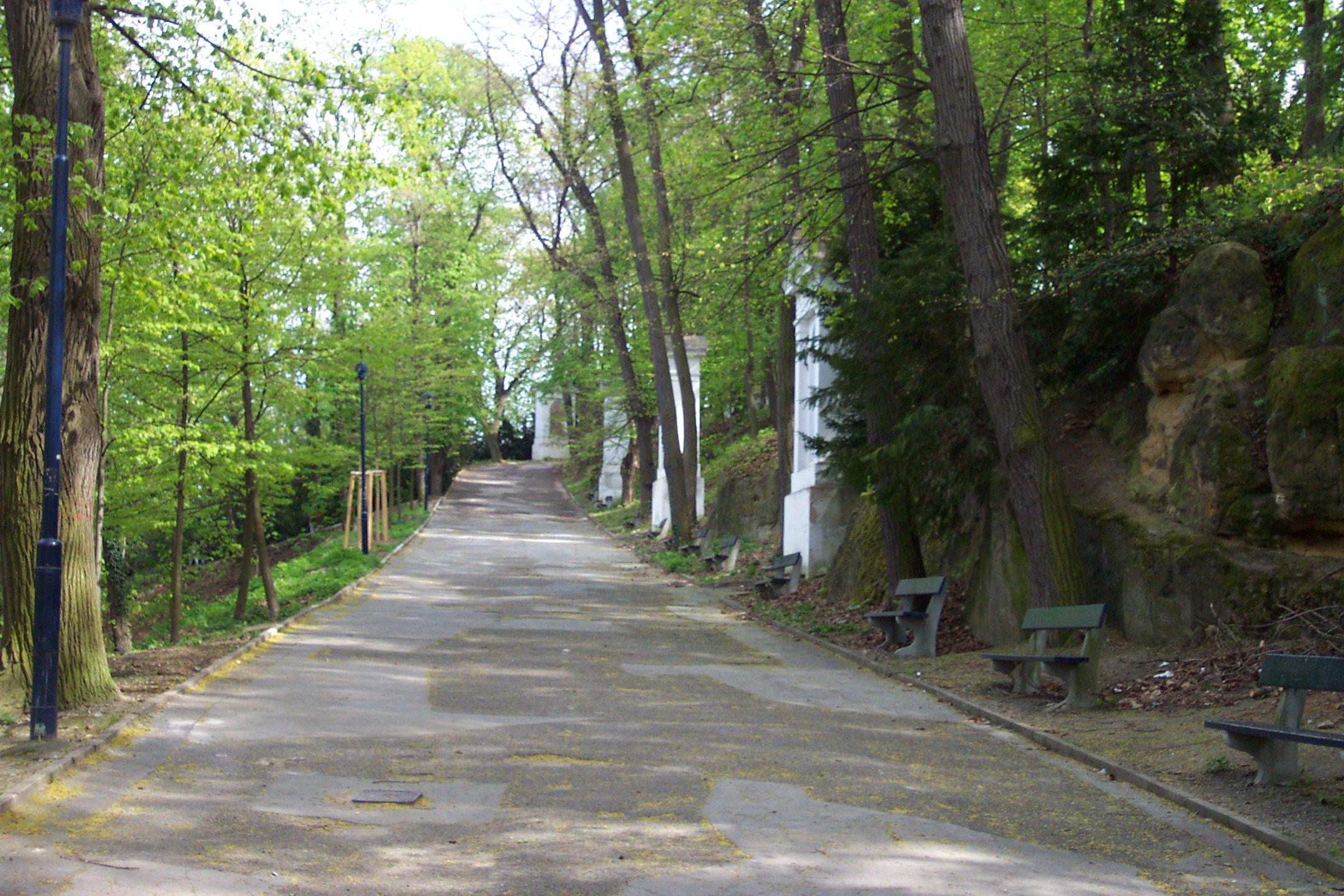
Cesta na Petřín
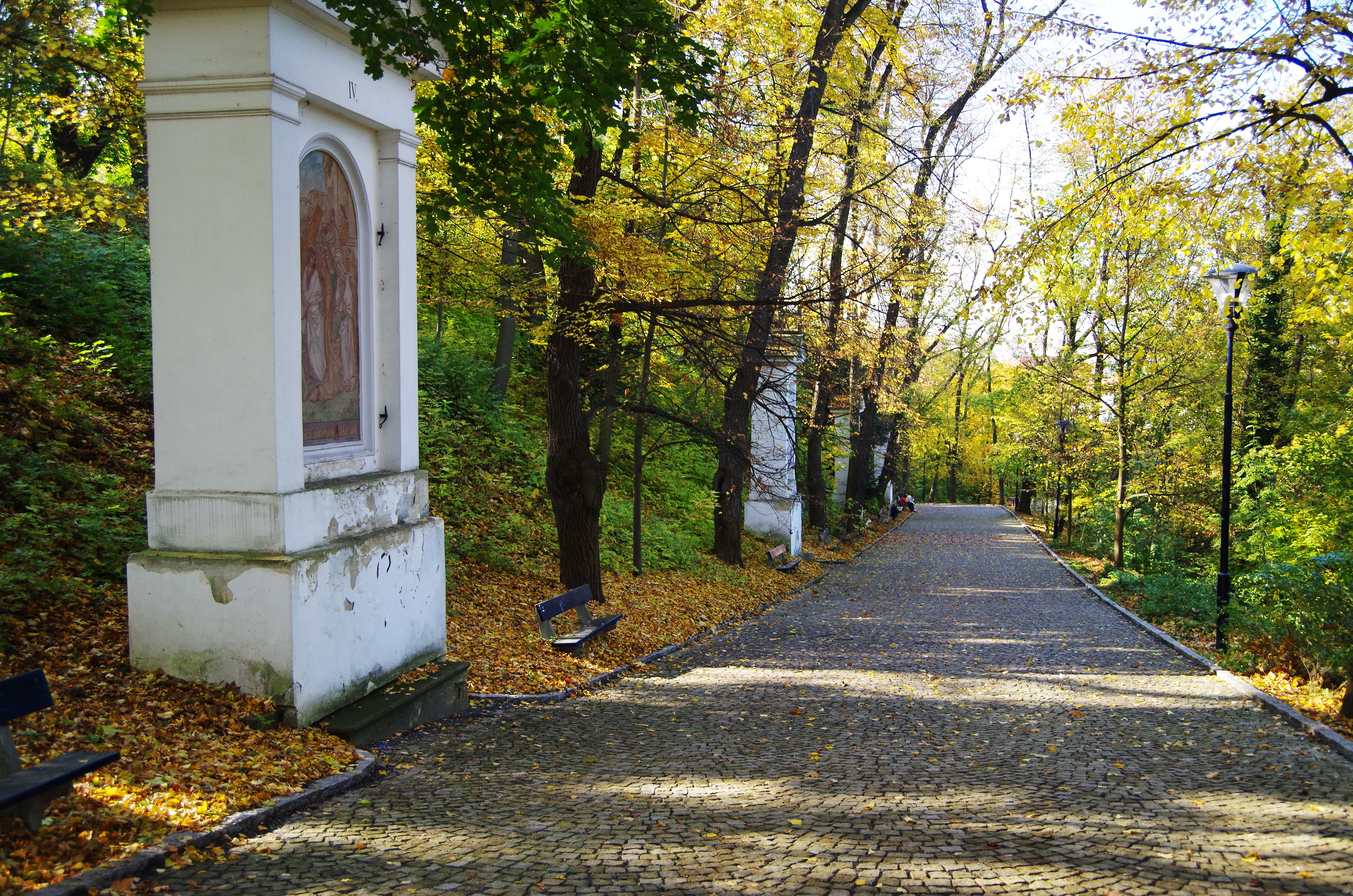
Petřín, IV. zastavení
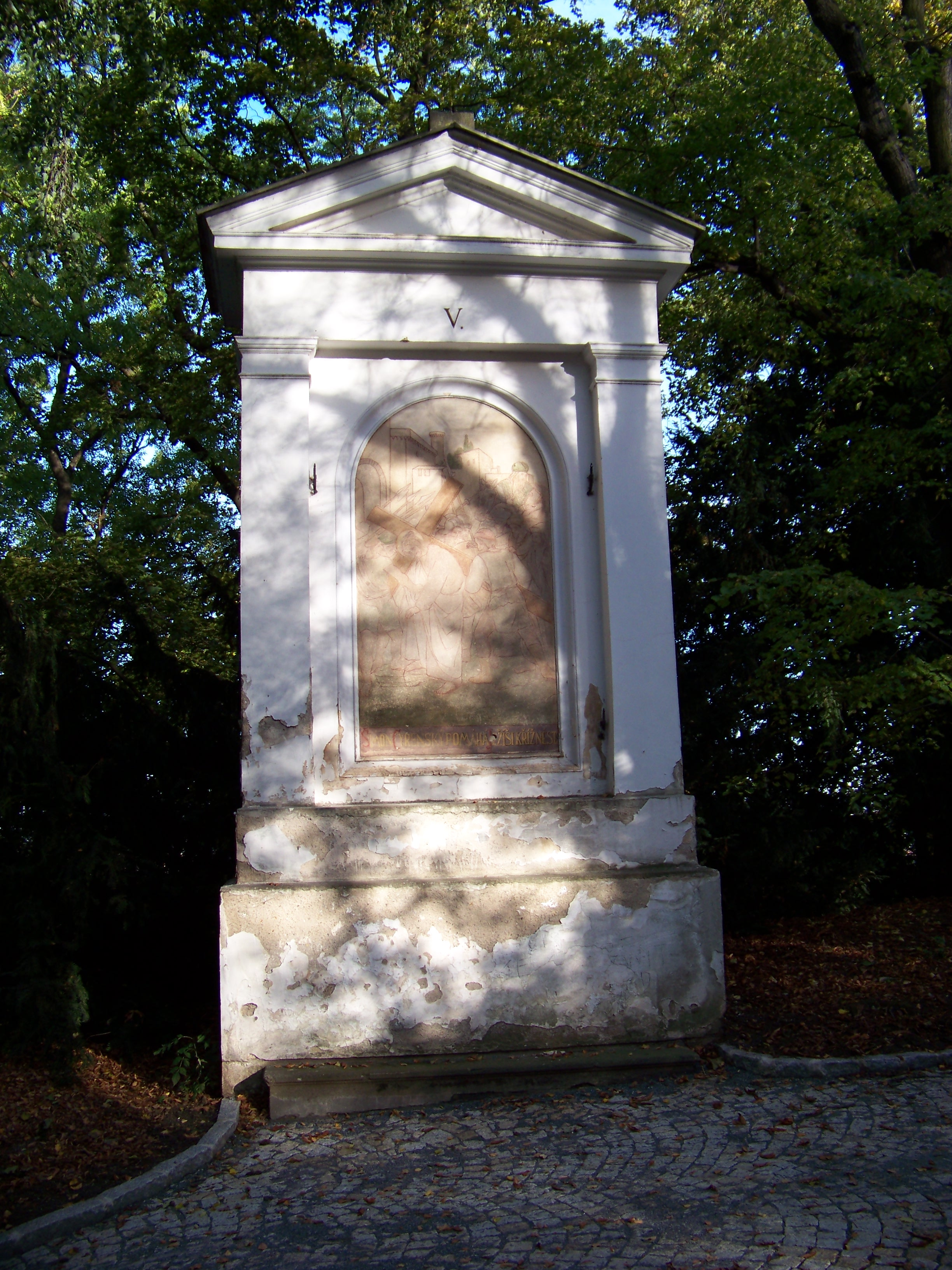
V. zastavení
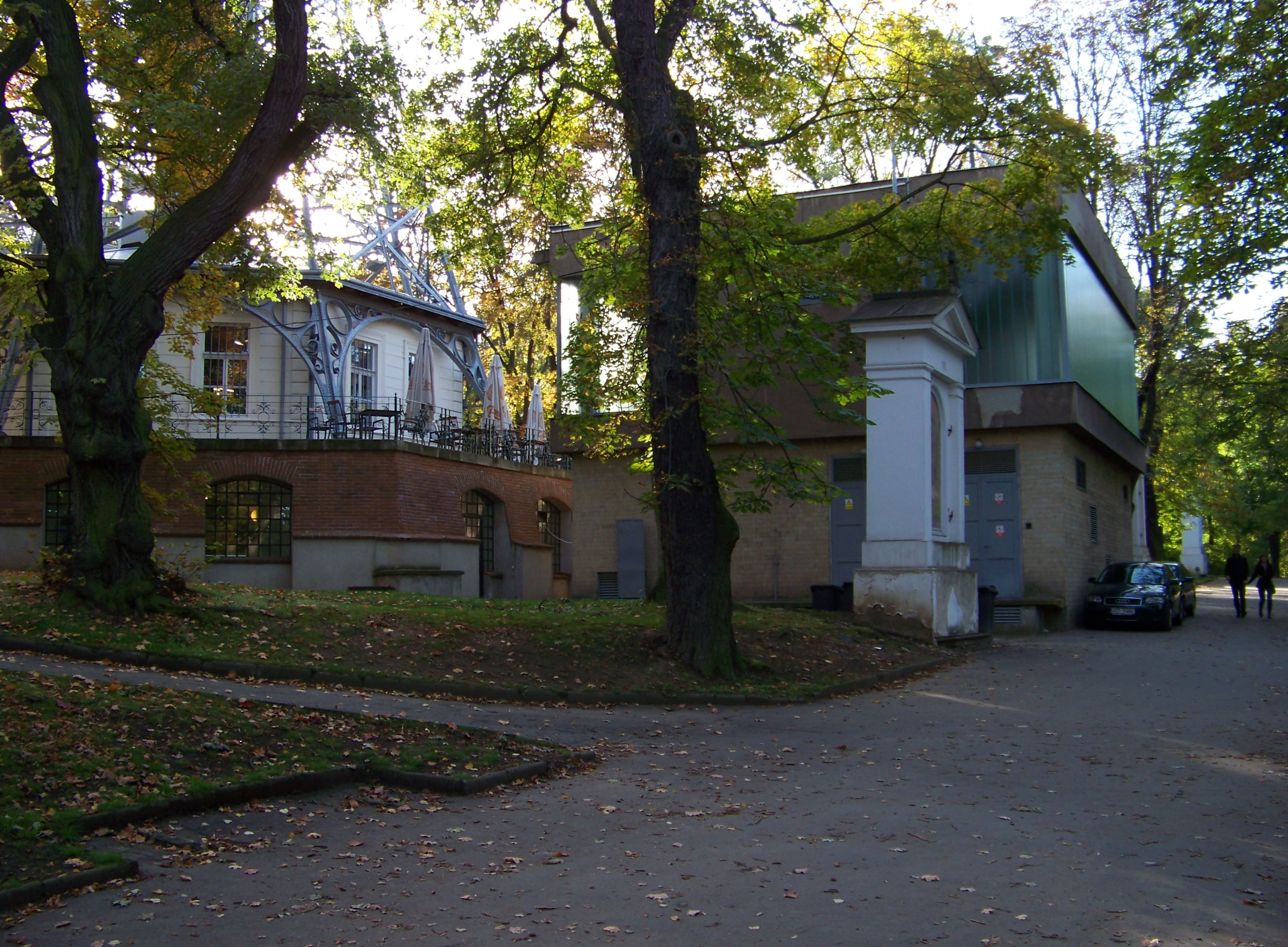
Kaple u trafostanice
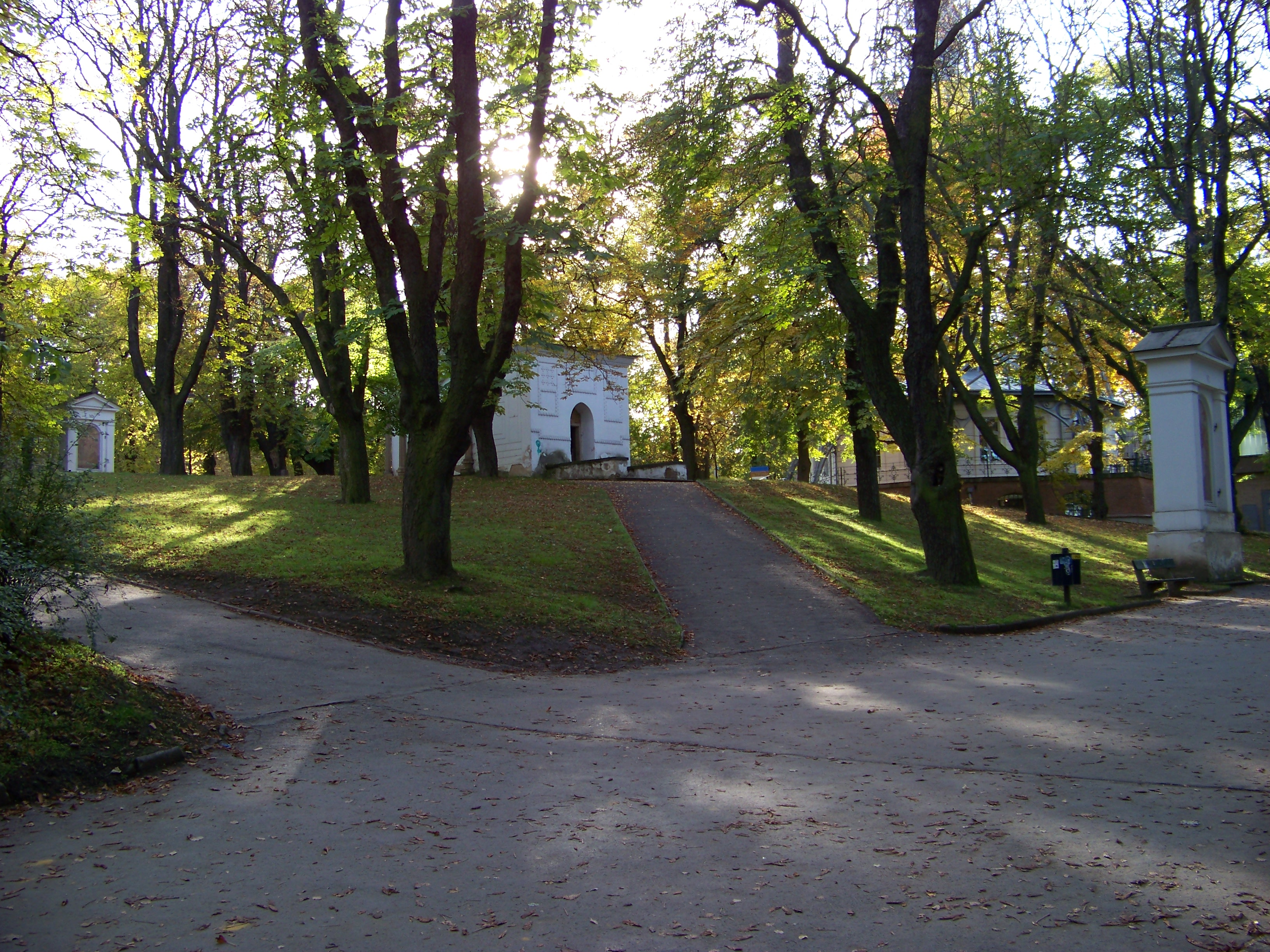
Kaple u Božího hrobu
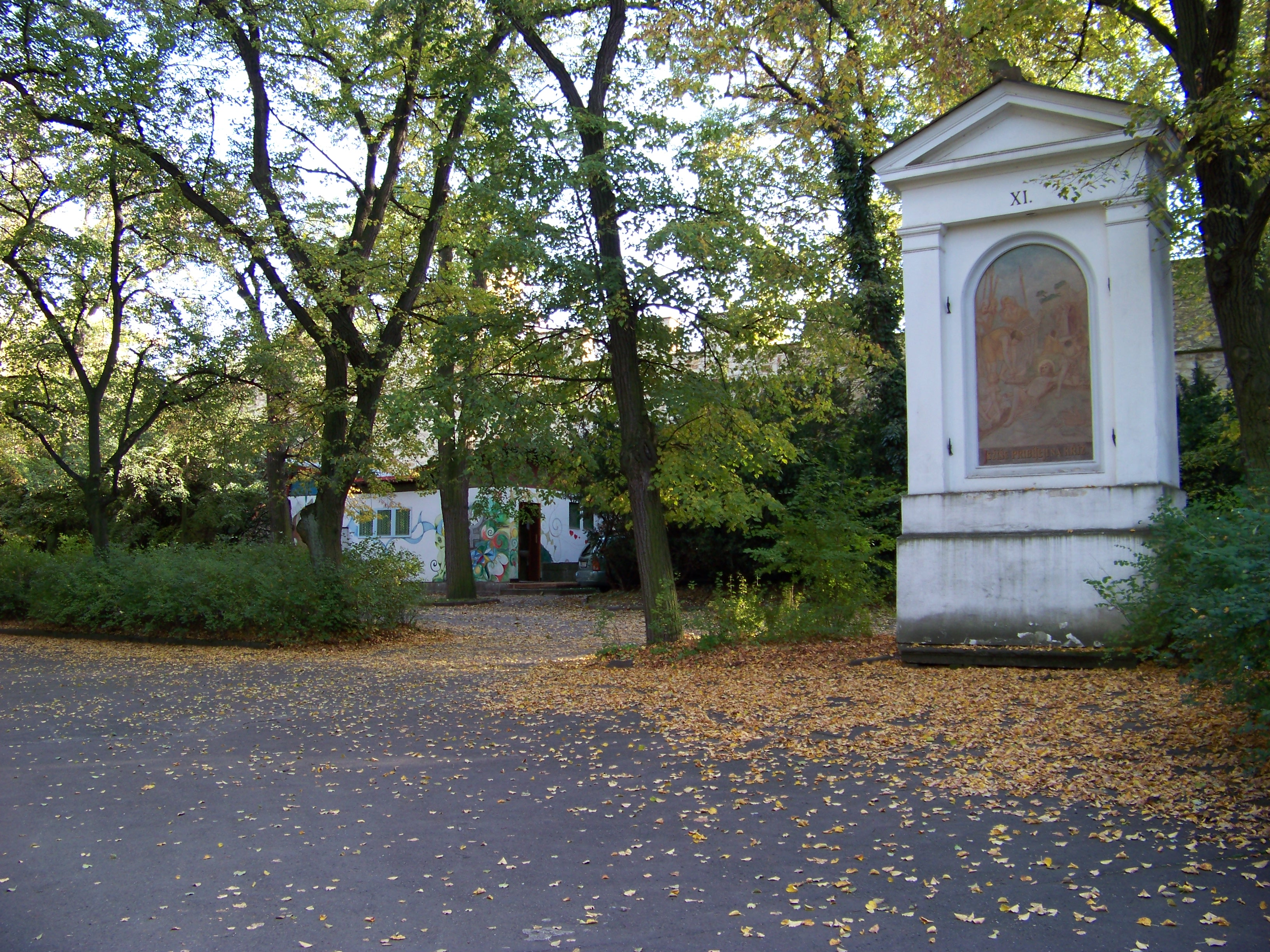
XI. zastavení
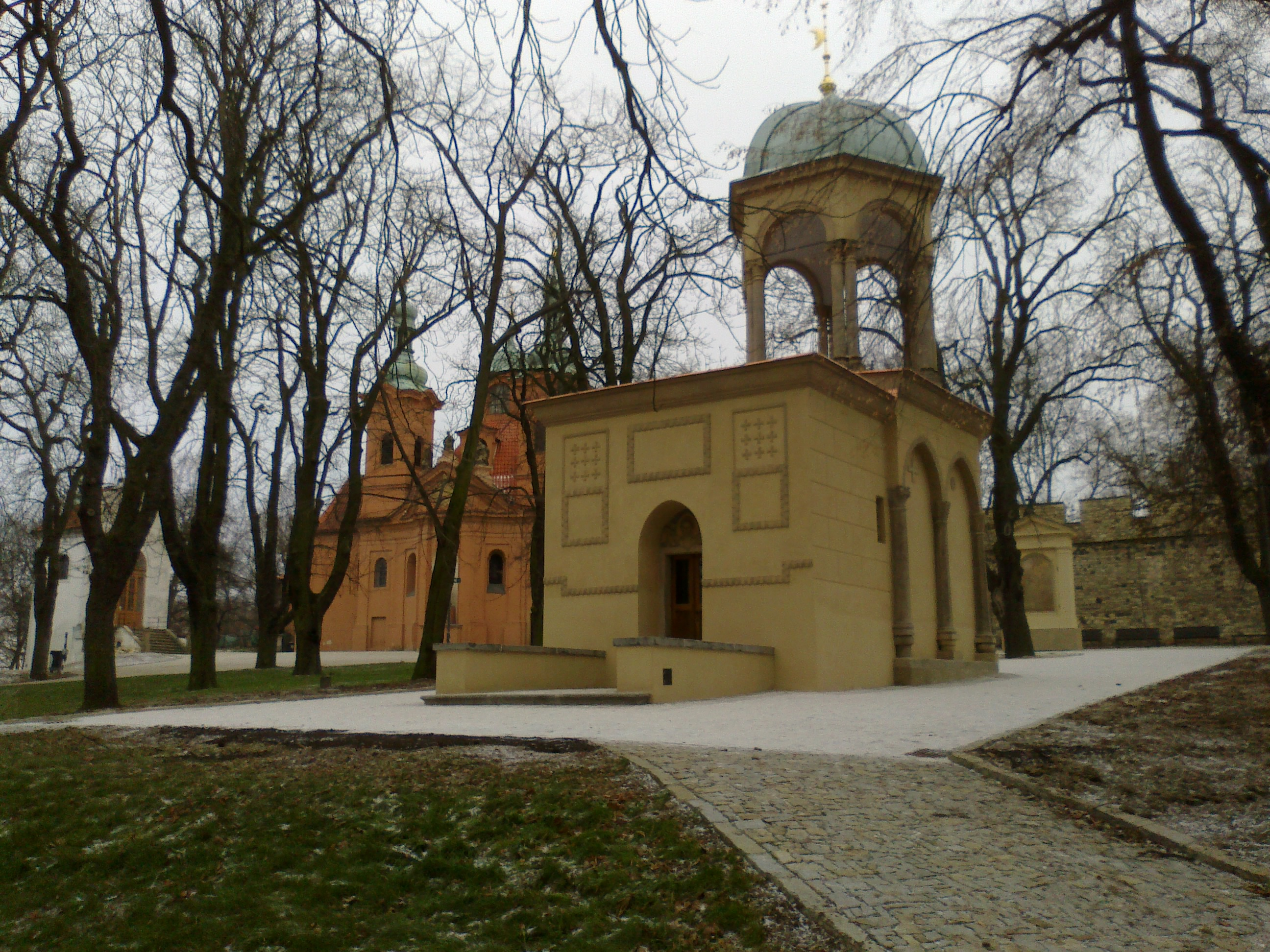
Boží hrob s kostelem sv. Vavřince a kaplí Kalvárie v pozadí